# Juver Rentería
Juver Rentería (ur. 22 listopada 1989) − kolumbijski bokser kategorii półśredniej.

## Kariera amatorska
W marcu 2013 roku zdobył brązowy medal w kategorii półśredniej na igrzyskach Ameryki Południowej.
W listopadzie 2013 roku zdobył brązowy medal na igrzyskach boliwaryjskich w Chiclayo. Rywalizację na tych igrzyskach rozpoczął od ćwierćfinału, w którym pokonał reprezentanta Boliwii Carlosa Laure, wygrywając przez nokaut w pierwszej rundzie. W półfinale przegrał na punkty z Ekwadorczykiem Carlosem Sánchezem.